# 38 Special
38 Special é uma banda norte-americana fundada no ano de 1974 por Don Barnes e Donnie Van Zant em Jacksonville, Flórida.
O nome da banda faz referência a um calibre de munição muito utilizado e famoso por seu poder de parada e impacto, sendo considerado uma das mais potentes munições para revólver já construídas. O estilo inicial do grupo era o southern rock, igual ao do Lynyrd Skynyrd, banda do irmão mais velho de Donnie, Ronnie Van Zant.
Seus maiores sucessos foram "Caught In Up You" (1982), "If I'd Been The One" (1983), "Hold On Loosely" (1981, "Back Where You Belong" (1984), "Like No Other Night" (1987) e "Second Chance" (1989).
Em 2007, a banda abriu a festa "Lynyrd Skynyrd and Hank Williams Jr's Rowdy Frynds Tour".

## Discografia

### Álbuns de estúdio
- .38 Special (1977)
- Special Delivery (1978)
- Rockin' Into the Night (1980)
- Wild-Eyed Southern Boys (1981)
- Special Forces (1982)
- Tour de Force (1984)
- Strength in Numbers (1986)
- Rock & Roll Strategy (1988)
- Bone Against Steel (1991)
- Resolution (1997)
- A Wild-Eyed Christmas Night (2001)
- Drivetrain (2004)

### Álbuns ao vivo
- Live at Sturgis (1999)
- Wild Eyed & Live (1978)

### Coletâneas
- Flashback: The Best of 38 Special (1987)
- 20th Century Masters - The Millenium Collection: The Best of 38 Special (2000)
- Anthology (2001)
- The Very Best Of The A&M Years (1977-1988) (2003)

## Integrantes
- Donnie Van Zant (guitarra e voz)
- Don Barnes (guitarra e segunda voz)
- Danny Chauncey (guitarra)
- Larry Junstrom (baixo)
- Bobby Caps (teclado)
- Gary Moffatt (bateria)